# Hirtzbach
Hirtzbach [iʁtsbak] est une commune française située dans la circonscription administrative du Haut-Rhin et, depuis le 1er janvier 2021, dans le territoire de la Collectivité européenne d'Alsace, en région Grand Est.

## Géographie

### Localisation
Cette commune se trouve dans la région historique et culturelle d'Alsace en plein cœur du Sundgau.
Hirtzbach se situe :
- à 5 km au sud-ouest d'Altkirch[1] - direction Ferrette ;
- à 40 min de Bâle et de la Suisse ;
- à 35 min de l'Allemagne ;
- à 30 min de Mulhouse ;
- à 40 min de Belfort ;
- à une heure de Colmar, du vignoble et des Vosges.

### Géologie et relief
Le village se divise en deux parties : on distingue d'une part le village du bas, traversé par la rivière qui a donné son nom à la commune, le « Hirtzbach », où les maisons à colombages sont les plus nombreuses ; d'autre part, le village du haut, surnommé « la Montagne » du fait de sa hauteur, où se trouve la chapelle Saint-Affre. Cette distinction est aujourd'hui purement toponymique et non administrative, l'urbanisation reliant progressivement les deux parties du village. 

### Sismicité
Commune située dans une zone de sismicité moyenne.

### Hydrographie
La commune est dans le bassin versant du Rhin au sein du bassin Rhin-Meuse. Elle est drainée par l'Ill, le Dorfbaechle, le Hirtzbach, le ruisseau des Étangs de Sennhutte, le Belzbaechelein et le Krebsbaechlein,,.
L'Ill, d'une longueur de 217 km, prend sa source dans la commune de Winkel et se jette  dans le Grand Canal d'Alsace à Offendorf, après avoir traversé 68 communes. Les caractéristiques hydrologiques de l'Ill sont données par la station hydrologique située sur la commune d'Altkirch. Le débit moyen mensuel est de 2,37 m3/s. Le débit moyen journalier maximum est de 71,6 m3/s, atteint lors de la crue du 25 mai 1983. Le débit instantané maximal est quant à lui de 93,5 m3/s, atteint le même jour.

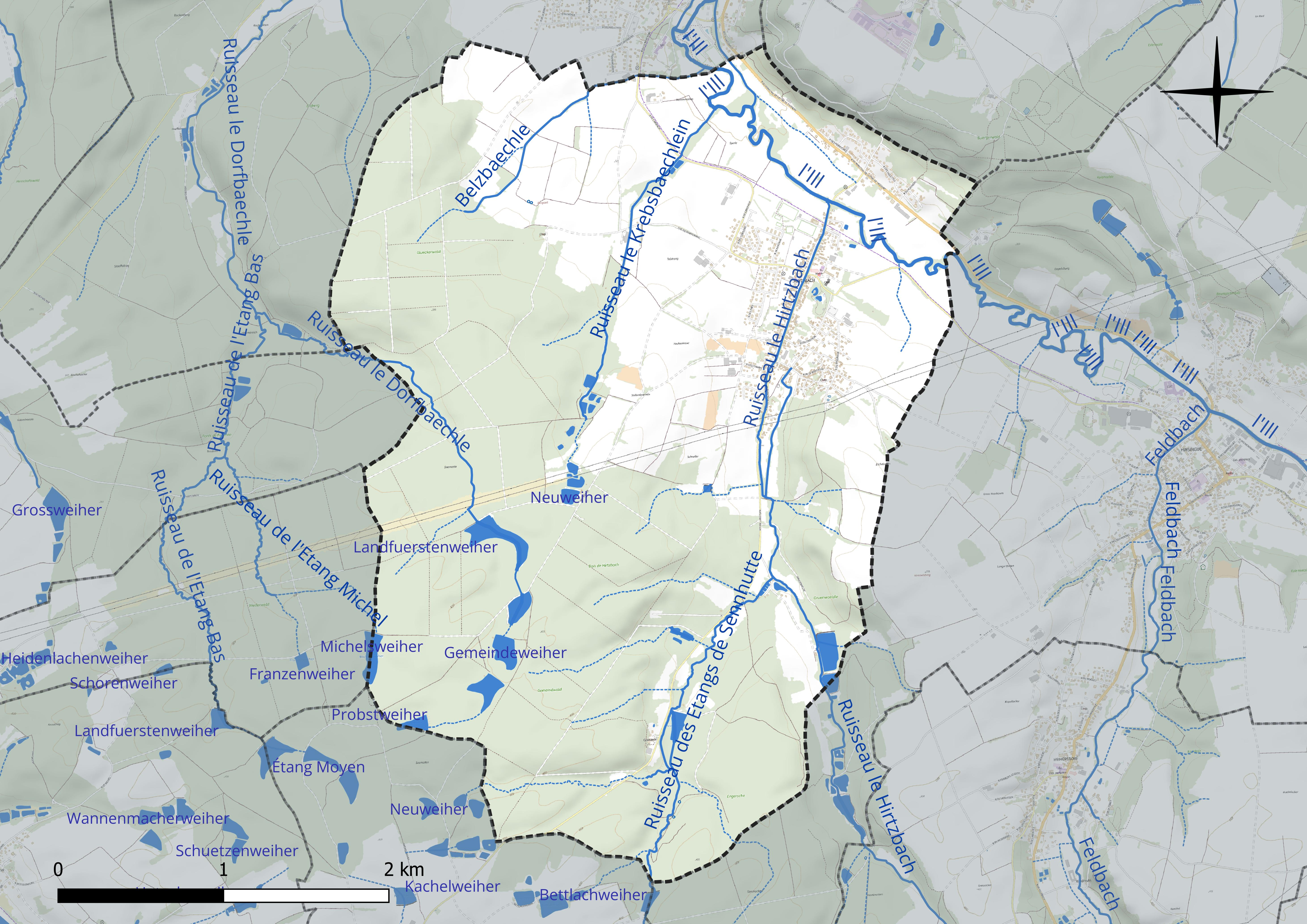
Réseau hydrographique de Hirtzbach.

Six plans d'eau complètent le réseau hydrographique : Gemeindeweiher (2,2 ha), Grantzelenweiher (1,1 ha), Landfuerstenweiher (3,9 ha), Michelsweiher, d'une superficie totale de 2,3 ha (1,4 ha sur la commune), Neuweiher (0,8 ha) et Probstweiher, d'une superficie totale de 1 ha (0,9 ha sur la commune),.

### Climat
Pour des articles plus généraux, voir Climat du Grand Est et Climat du Haut-Rhin.
En 2010, le climat de la commune est de type climat des marges montargnardes, selon une étude du Centre national de la recherche scientifique s'appuyant sur une série de données couvrant la période 1971-2000. En 2020, Météo-France publie une typologie des climats de la France métropolitaine dans laquelle la commune est exposée à un climat semi-continental et est dans la région climatique  Vosges, caractérisée par une pluviométrie très élevée (1 500 à 2 000 mm/an) en toutes saisons et un hiver rude (moins de 1 °C). 
Pour la période 1971-2000, la température annuelle moyenne est de 10 °C, avec une amplitude thermique annuelle de 17,7 °C. Le cumul annuel moyen de précipitations est de 892 mm, avec 9,5 jours de précipitations en janvier et 9,4 jours en juillet. Pour la période 1991-2020, la température moyenne annuelle observée sur la station météorologique de Météo-France la plus proche, « Carspach », sur la commune de Carspach à 2 km à vol d'oiseau, est de 11,0 °C et le cumul annuel moyen de précipitations est de 827,7 mm. 
La température maximale relevée sur cette station est de 38,1 °C, atteinte le 4 août 2022 ; la température minimale est de −17,7 °C, atteinte le 5 février 2012,,. 
Les paramètres climatiques de la commune ont été estimés pour le milieu du siècle (2041-2070) selon différents scénarios d'émission de gaz à effet de serre à partir des nouvelles projections climatiques de référence DRIAS-2020. Ils sont consultables sur un site dédié publié par Météo-France en novembre 2022.

### Voies de communications et transports

#### Voies routières
- D432 vers Altkirch, direction Ferrette ;
- Autoroutes proches : A36; A35.

#### Transports en commun
- L'ancienne Gare ferroviaire de Hirtzbach, sur la Ligne d'Altkirch à Ferrette. Accueillant les derniers voyageurs en 1953[20], elle est fermée en 1968 et la ligne transformée en piste cyclable ;
- La gare d'Altkirch à 3,8 km ;
- L'aéroport international de Bâle-Mulhouse-Fribourg à environ 30 km ;
- L'aérodrome de Belfort Chaux ;

### Intercommunalité
La commune membre de la Communauté de communes Sundgau.

## Urbanisme

### Typologie
Au 1er janvier 2024, Hirtzbach est catégorisée bourg rural, selon la nouvelle grille communale de densité à sept niveaux définie par l'Insee en 2022.
Elle est située hors unité urbaine. Par ailleurs la commune fait partie de l'aire d'attraction de Bâle - Saint-Louis (partie française), dont elle est une commune de la couronne,. Cette aire, qui regroupe 94 communes, est catégorisée dans les aires de 200 000 à moins de 700 000 habitants,.

### Occupation des sols
L'occupation des sols de la commune, telle qu'elle ressort de la base de données européenne d’occupation biophysique des sols Corine Land Cover (CLC), est marquée par l'importance des forêts et milieux semi-naturels (56,7 % en 2018), une proportion identique à celle de 1990 (56,7 %). La répartition détaillée en 2018 est la suivante : 
forêts (56,7 %), terres arables (25 %), zones agricoles hétérogènes (12,1 %), zones urbanisées (6,3 %). L'évolution de l’occupation des sols de la commune et de ses infrastructures peut être observée sur les différentes représentations cartographiques du territoire : la carte de Cassini (XVIIIe siècle), la carte d'état-major (1820-1866) et les cartes ou photos aériennes de l'IGN pour la période actuelle (1950 à aujourd'hui).

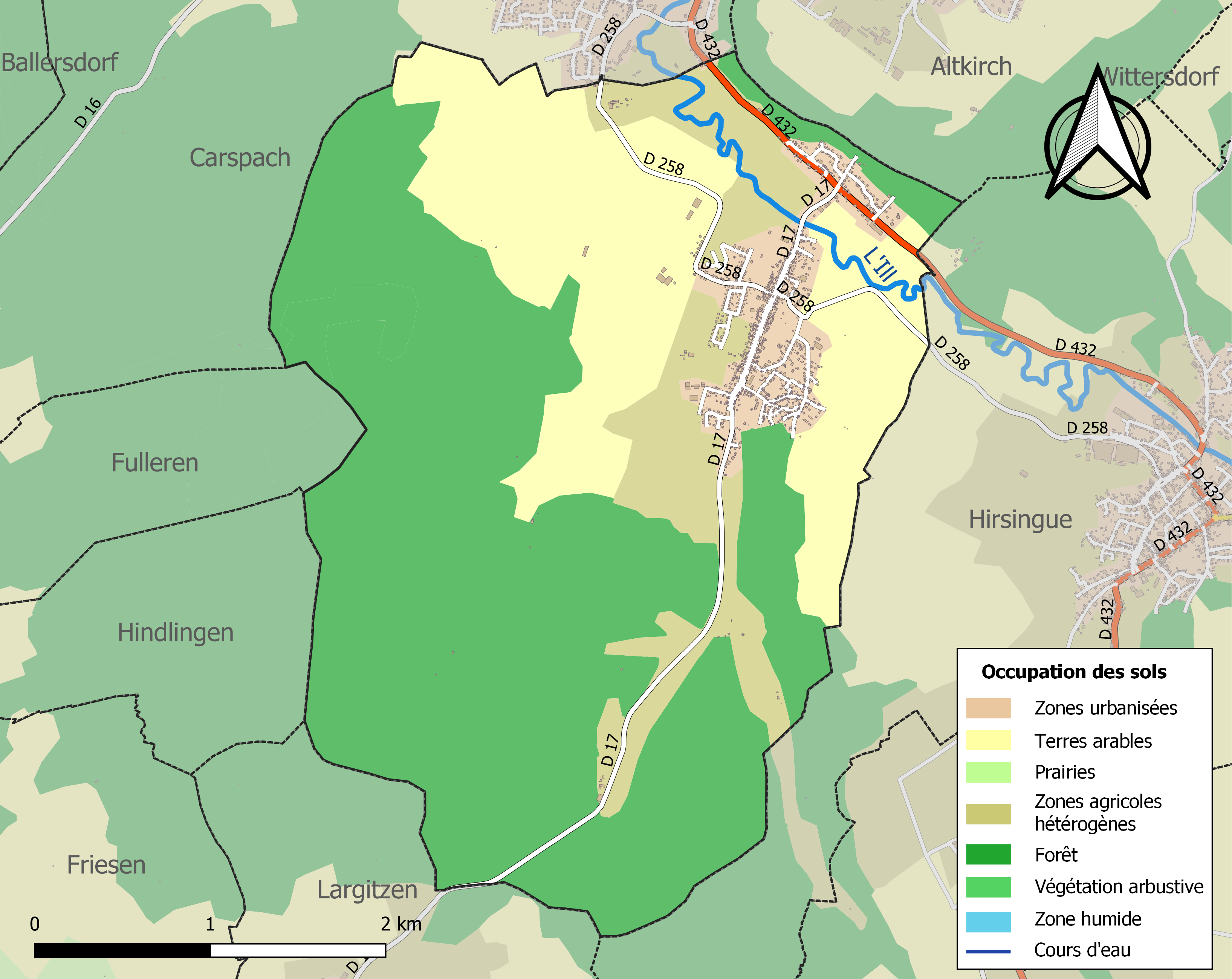
Carte des infrastructures et de l'occupation des sols de la commune en 2018 (CLC).

## Histoire
Occupé à l’époque préhistorique et romaine, Hirtzbach apparaît sous son nom actuel en 1274.
C’est à l’origine un village double : Hirtzbach-le-Haut, sur la colline au lieu-dit « La Montagne » et Hirtzbach-le-Bas, dans la vallée avec le château qui, cité depuis le début du XVe siècle, appartient à la famille de Reinach sous sa forme actuelle depuis le XVIIIe siècle, famille dont l’intérêt historique est intimement lié à celui de la commune.
En marge du village, la chapelle Saint-Léger située à la lisière de la forêt du Glueckerwald rappelle le village de Saint-Léger, mentionné dès 1188 et disparu entre 1376 et 1469,.
Autant de sites qui témoignent d’un passé riche en événements et font partie intégrante du patrimoine communal.

### Héraldique
| Blason d'Hirtzbach | Les armes de Hirtzbach se blasonnent ainsi : « D'or au cerisier de sinople fruité de gueules, au cerf de même brochant sur le tronc, buvant dans une rivière d'azur. » |

En faisant apparaître gueules sur sinople, ce blason ne respecte pas la règle de contrariété des couleurs et constitue donc un exemples d'armes à enquerre.

## Politique et administration
| Période                                  | Période                   | Identité                                       | Étiquette | Qualité           |
| ---------------------------------------- | ------------------------- | ---------------------------------------------- | --------- | ----------------- |
| Les données manquantes sont à compléter. |                           |                                                |           |                   |
| avant 1988                               | ???                       | Bernard Munzenberger                           |           |                   |
| mars 2001                                | En cours (au 31 mai 2020) | Arsène Schoenig Réélu pour le mandat 2020-2026 |           | Agent de maîtrise |

### Budget et fiscalité 2020

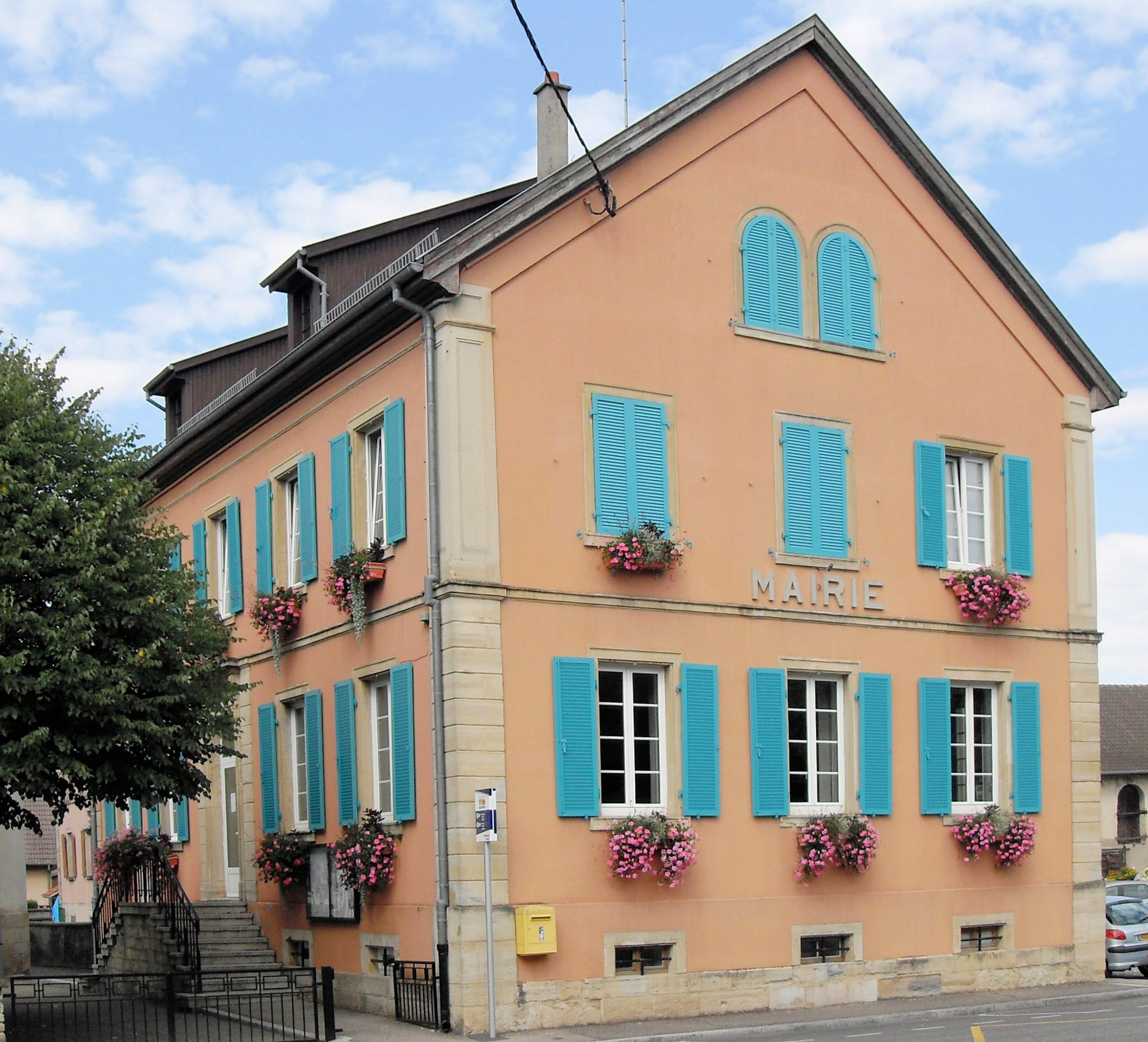
La Mairie.

En 2020, le budget de la commune était constitué ainsi :
- total des produits de fonctionnement : 824 000 €, soit 564 € par habitant ;
- total des charges de fonctionnement : 648 000 €, soit 444 € par habitant ;
- total des ressources d'investissement : 265 000 €, soit 181 € par habitant ;
- total des emplois d'investissement : 195 000 €, soit 137 € par habitant ;
- endettement : 412 000 €, soit 282 € par habitant.

Avec les taux de fiscalité suivants :
- taxe d'habitation : 15,25 % ;
- taxe foncière sur les propriétés bâties : 9,95 % ;
- taxe foncière sur les propriétés non bâties : 46,56 % ;
- taxe additionnelle à la taxe foncière sur les propriétés non bâties : 0,00 % ;
- cotisation foncière des entreprises : 0,00 %.

Chiffres clés Revenus et pauvreté des ménages en 2019 : médiane en 2019 du revenu disponible, par unité de consommation : 26 380 €.

## Population et société

### Démographie

#### Évolution démographique
L'évolution du nombre d'habitants est connue à travers les recensements de la population effectués dans la commune depuis 1793. Pour les communes de moins de 10 000 habitants, une enquête de recensement portant sur toute la population est réalisée tous les cinq ans, les populations de référence des années intermédiaires étant quant à elles estimées par interpolation ou extrapolation. Pour la commune, le premier recensement exhaustif entrant dans le cadre du nouveau dispositif a été réalisé en 2007.

En 2022, la commune comptait 1 438 habitants, en évolution de +0,63 % par rapport à 2016 (Haut-Rhin : +0,66 %, France hors Mayotte : +2,11 %).
| 1793 | 1800 | 1806 | 1821 | 1831 | 1836 | 1841 | 1846 | 1851 |
| ---- | ---- | ---- | ---- | ---- | ---- | ---- | ---- | ---- |
| 559  | 630  | 723  | 706  | 802  | 870  | 878  | 878  | 911  |

| 1856 | 1861 | 1866 | 1871 | 1875 | 1880 | 1885 | 1890 | 1895 |
| ---- | ---- | ---- | ---- | ---- | ---- | ---- | ---- | ---- |
| 881  | 940  | 960  | 940  | 939  | 950  | 949  | 940  | 944  |

| 1900  | 1905  | 1910  | 1921 | 1926 | 1931 | 1936  | 1946  | 1954  |
| ----- | ----- | ----- | ---- | ---- | ---- | ----- | ----- | ----- |
| 1 007 | 1 040 | 1 045 | 897  | 962  | 986  | 1 042 | 1 066 | 1 009 |

| 1962 | 1968 | 1975  | 1982  | 1990  | 1999  | 2006  | 2007  | 2012  |
| ---- | ---- | ----- | ----- | ----- | ----- | ----- | ----- | ----- |
| 997  | 979  | 1 106 | 1 128 | 1 143 | 1 183 | 1 249 | 1 259 | 1 393 |

| 2017  | 2022  | - | - | - | - | - | - | - |
| ----- | ----- | - | - | - | - | - | - | - |
| 1 442 | 1 438 | - | - | - | - | - | - | - |

La population par tranche d'âges suit la répartition suivante en 2019 :
- 0 à 14 ans : 18,8 %
- 15 à 29 ans : 16,6 %
- 30 à 44 ans : 20,1 %
- 45 à 59 ans : 21,9 %
- 60 à 74 ans : 15,8 %
- 75 ans et plus : 6,9 %

### Enseignement
Établissements d'enseignement :
- Une école maternelle à Hirtzbach ;
- Écoles primaires : à Hirtzbach et Carspach ;
- Collèges : Jean-Paul de Dadelsen à Hirsingue, Lucien Herr à Altkirch ;
- Lycées : Sonnenberg à Carspach, Jean-Jacques Henner à Altkirch.

### Santé
Professionnels et établissements de santé :
- Médecins à Hirtzbach, Altkirch ;
- Pharmacies à Altkirch ;
- Hôpitaux à Altkirch, Dannemarie ;
- Groupe hospitalier de la région de Mulhouse et Sud-Alsace.

### Cultes
- Culte catholique, Saint Maurice ;
- Communauté de paroisses Au cœur du Sundgau[40] ;
- Diocèse de Strasbourg.

## Économie

### Entreprises et commerces

#### Agriculture
- Ancien moulin à farine, scierie[41] ;
- Ancien moulin à huile[42] ;
- Ferme Munck - Gaec des Rivières[43] ;
- Écuries du Sundgau.

#### Tourisme
- Restaurant de la gare[44] ;
- Gîtes ruraux[45],[46] ;

#### Commerces
- Commerces et services de proximité[47] ainsi qu'à Pfetterhouse, Carspach, Hirsingue.

## Culture locale et patrimoine

### Lieux et monuments

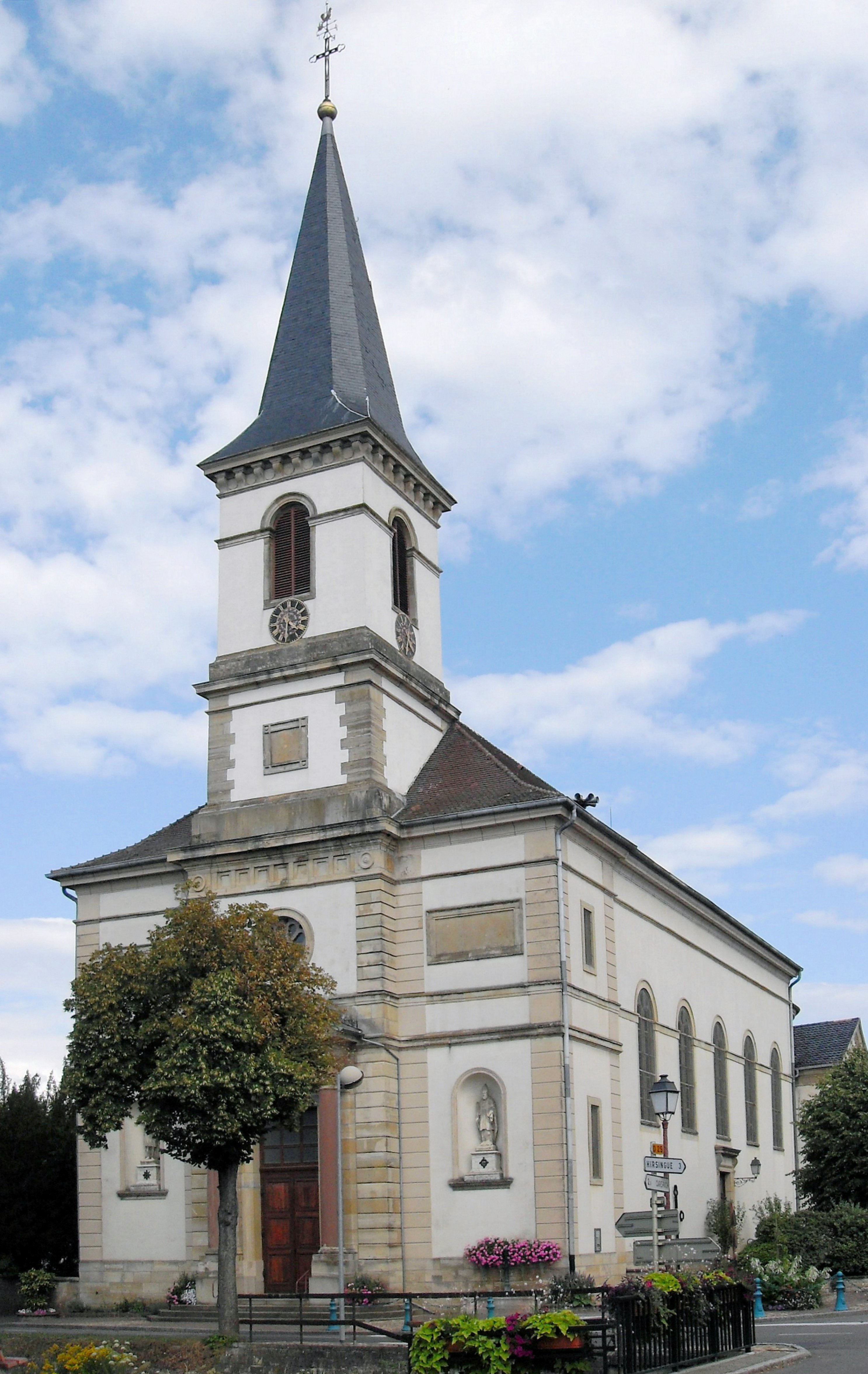
L'église Saint-Maurice.

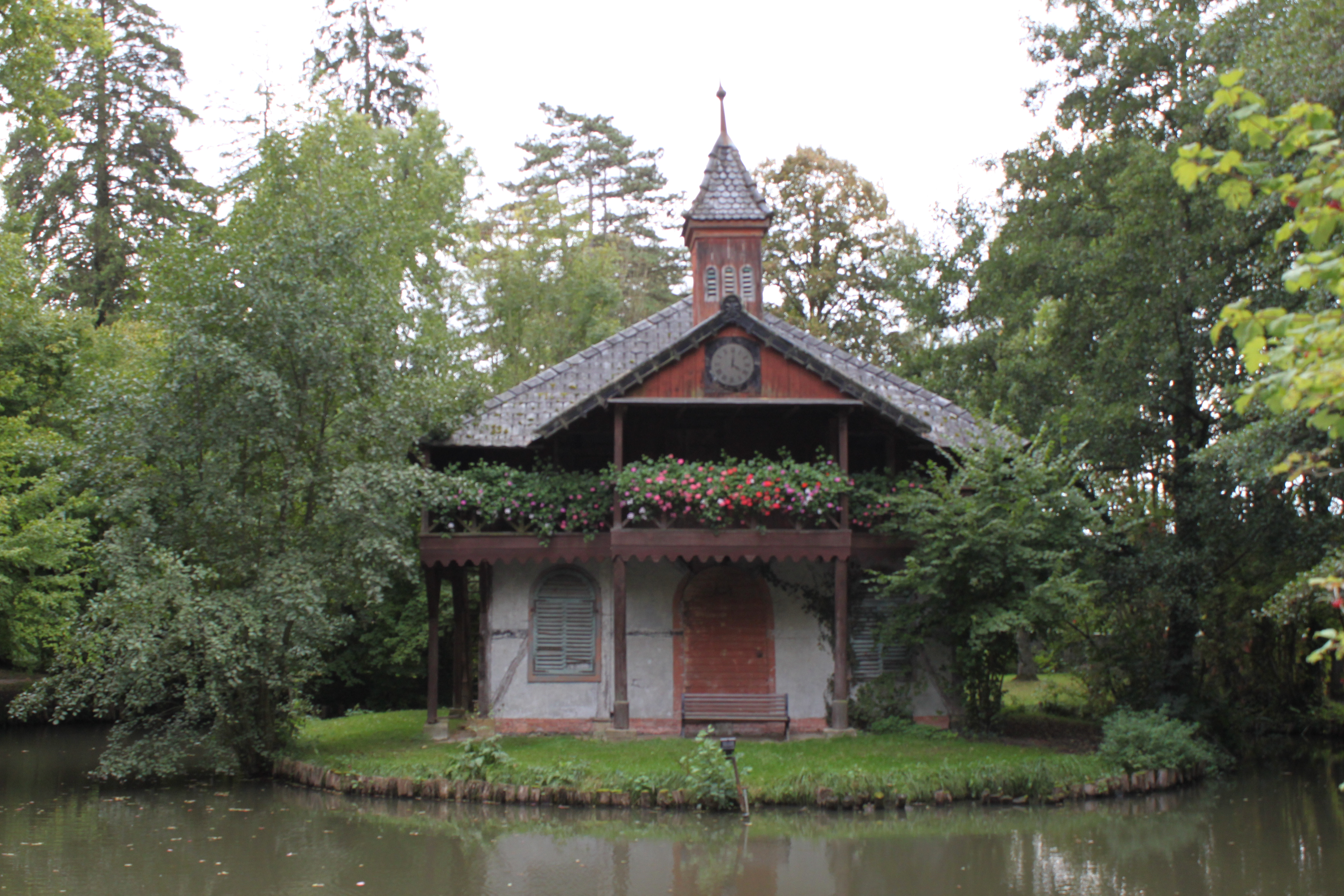
Le parc de Reinach.

Hirtzbach possède un vaste patrimoine architectural, historique et naturel :
- l'église Saint-Maurice (1834)[48]. Construite entre 1834 et 1837 pour remplacer l'ancien sanctuaire jugé vétuste, elle suit les plans de l'architecte colmarien Laubser[49],[50]. Dans l'entrée principale, sous le clocher, on peut voir un grand Christ en croix et, en face, une œuvre du peintre Sébastien Gutzwiller (1798-1872)[51] relatif au martyre de saint Maurice[52]. Contre la façade de l'église se trouve la tombe de Casimir-Pierre-Armand-Félix-Hubert, comte de Reinach Foussemagne, qui fut maire de la ville d'Altkirch au XIXe siècle. L'horloge est réalisée par l'horloger Urbain Adam. L'orgue, instrument pneumatique de 1930-1934 par Georges Schwenkedel[53], comprend d'un buffet datant de 1830 et réalisé par les frères Callinet. L'église a été restaurée entre 1993 et 1994 sous l'impulsion du maire Bernard Muntzenberger ;
- le château de la famille de Reinach Hirtzbach, classé Monument Historique[54], et le jardin anglais[55]. Ce jardin a été aménagé par Charles de Reinach au début du XIXe siècle, sous la Restauration. Il est peuplé de hêtres, de frênes, de pins et d'autres arbres plus rares (chêne pédonculé d'une hauteur de 31 mètres et d'une circonférence de 5,40 mètres, chêne partant en faisceau de 6 troncs, entièrement ceinturé par un banc circulaire). Le parc abrite également la dernière glacière du Sundgau[56], recouverte d'un dôme parfaitement isolé. Ce parc est loué à la commune et est ouvert gratuitement au public. Un cadran solaire sur socle octogonal datant du XVIIIe siècle peut être observé dans l'enceinte du château. Il est inscrit au titre immeuble des monuments historiques en mars 1990[57],[58];
- la chapelle Saint-Affre[59],[60],[61] ;
- la chapelle Saint-Léger[62],[63] ;
- de magnifiques maisons à colombages, certaines datant de trois siècles.
- Monuments commémoratifs : 
  - Monument funéraire de Rose d'Eptingen et de Maurice de Reinach-Hirtzbach[64]  ;
  - Monument aux morts[65] : Conflits commémorés : Guerres 1914-1918 - 1939-1945[66] ;
  - Stèle érigée sur l'emplacement de l'ancien village de Saint-Léger (Sankt-Gluckern) ;
  - Stèle à la mémoire des habitants du village disparu ;
  - Monument funéraire honorant Jean-Jacques Sengelin[67], mort des suites de ses blessures pendant la Guerre de Crimée.

### Personnalités liées à la commune
- Famille de Reinach-Hirtzbach